# Agostino D'Incà
Agostino D'Incà (Belluno, 4 maggio 1893 – 2 settembre 1950) è stato un politico e antifascista italiano, eletto con la Democrazia Cristiana nella I legislatura..

## Biografia
Nato in un famiglia operaia, si iscrisse alla facoltà di giurisprudenza, sospendendo gli studi per partecipare come ufficiale alla prima guerra mondiale, dove nel 1916 rimase gravemente ferito. Rientrò in Italia e concluse gli studi ottenendo la laurea nel 1919. Trasferitosi a Milano con la famiglia, si attivò per organizzare l'assistenza dei reduci di guerra.
Rientrò a Belluno e si iscrisse al Partito Popolare Italiano, rifiutando successivamente qualsiasi coinvolgimento nel fascismo. Aggredito dallo squadrismo, venne gravemente ferito nel 1926 e poi inviato al confino. Venne richiamato alle armi nel 1942, e dopo l'Armistizio entrò nella Resistenza. Arrestato nel giugno del 1944, fu rinchiuso nel carcere di Baldenich a Belluno.
Al termine del conflitto venne nominato vice sindaco della città, e successivamente Presidente della provincia, carica che ricoprì fino al 1948, quando rinunciò per l'elezione a senatore. Morì durante lo svolgimento del mandato, il 2 settembre 1950, all'età di 57 anni, venendo sostituito a Palazzo Madama da Romolo Saggioro.